# Černuška
Černuška è una città della Russia europea nordorientale (Territorio di Perm'); appartiene al rajon Černušinskij, del quale è il capoluogo.
Sorge nella parte meridionale del Territorio di Perm', sulle sponde del fiume omonimo, 230 chilometri a sud del capoluogo Perm'.